# Adonisea hulstia
Adonisea hulstia là một loài bướm đêm trong họ Noctuidae.